# Villa María (Metro de Lima y Callao)
Villa María es la cuarta estación de la línea 1 del Metro de Lima y Callao. Está ubicada en la intersección de las avenidas Pachacútec y Santa Rosa, cercano a la avenida Villa María, en una zona residencial del distrito de Villa María del Triunfo. La estación está a nivel de superficie.

## Historia
La estación fue inaugurada el 28 de abril de 1990, como parte del primer tramo durante el primer gobierno de Alan García Pérez. Producto de la paralización de la obra, la estación estuvo inoperativa aunque se realizaron algunos viajes hasta la estación Atocongo de manera esporádica. Con el reinicio de las obras, la estación fue remodelada y entró en operación el 11 de julio de 2011, durante el segundo gobierno de Alan García Pérez.

## Accesos
El ingreso a la estación se realiza desde las veredas de la avenida Pachacútec, a través de puentes peatonales que conecta con el segundo nivel de la estación (zona de Torniquetes y Boletería). Las plataformas norte y sur se encuentran en el primer nivel y están conectadas internamente. Se cuenta con ascensores para uso exclusivo de personas con movilidad reducida.